# Puente del Ferrocarril (Zamora)
El puente del Ferrocarril de Zamora es uno de los cinco que atraviesan el río Duero a su paso por la capital de la provincia homónima (Castilla y León, España). Construido en 1933 por la naviera Astilleros de Sestao (Bilbao), durante años dio servicio a la línea ferroviaria Plasencia-Astorga, actualmente sin servicio. El puente comunica el centro de la ciudad con el barrio de Pinilla ubicado en la orilla izquierda del río, justo donde se encuentran las aceñas de Pinilla. Fue cerrado definitivamente en 1986, permaneciendo su estructura sobre río.  

## Historia
Anteriormente se encontraba en esta posición un puente que daba servicio desde el año 1895, fecha en la que se inauguró la línea. Su progresivo deterioro, y la baja resistencia con la que se calculó limitaba el volumen de tráfico. Es por esta razón por la que se planteó la sustitución. Operación que se hizo el 6 de octubre de 1933 en apenas una media hora. 

## Descripción
Puente de cinco tramos de vigas de celosía metálicas roblonadas, tipo Linville y de tablero superior. La estructura metálica apoya sobre pilas y estribos en talud de cuidada sillería. Adosados en los alzados, ambos elementos de apoyo presentan tajamares de sección semicircular creciente hasta la base, que se rematan con sombreretes semiesféricos también de piedra. La gran luz de los vanos y la ligereza de la estructura prestan al puente un aspecto monumental.

## Dimensiones
Las principales dimensiones de su estructura son:
- Longitud total: 254 m
- Luz libre: 52,9 m - 47,3 m
- Espesor de las pilas: 2,2 m
- Anchura del tablero: 5,9 m
- Altura máxima de la rasante: 13,4 m